# Экономика Японии
Экономика Японии — одна из самых развитых экономик мира, представитель восточноазиатской модели развития экономики. По размеру номинального ВВП занимает четвёртое место в мире после США, Китая и Германии.

## Общая характеристика
Развиты высокие технологии (электроника и робототехника). Также развито транспортное машиностроение, включая автомобилестроение и судостроение, станкостроение. Рыболовный флот составляет 15 % от мирового. Сельское хозяйство субсидируется государством, но 55 % продовольствия (по эквиваленту калорийности) импортируется.
Средний и малый бизнес эффективно функционирует во всех сферах. Он является самым активным и самым стабильным элементом рынка в развитии конкуренции, повышении конкурентоспособности товара. Почти 99 % японских компаний относится к сфере малого и среднего бизнеса. Особенно велика их роль в автомобильной, электронной и электротехнической отраслях.
Структура экспорта: транспортные машины, автомобили, мотоциклы, электроника, электротехника, химикаты.
Структура импорта: машины и оборудование, топливо, продовольствие, химикаты, сырьё.
В конце XX в. в Японии стремительно росли инвалютные резервы. Правительством была введена система мер по либерализации вывоза японских капиталов за границу. Сейчас она является самым мощным банковским центром и международным кредитором. Её доля в международных займах выросла с 5 % в 1980 г. до 20,6 % в 1990 г. Экспорт капитала является главной формой внешнеэкономической деятельности. Больше всего японских капиталов работает в США (42,2 %), странах Азии (24,2 %), Западной Европы (15,3 %), Латинской Америки (9,3 %)
Имеется сеть скоростных железных дорог «Синкансэн» и скоростных автомагистралей.
При этом, Япония не имеет большого количества ценных ресурсов и полезных ископаемых, которые могли бы усилить и поднять экономику страны.

### Статистика
В следующей таблице показаны основные экономические показатели. Инфляция менее 2 % обозначена зелёной стрелкой.
| Год  | ВВП (ППС) (в млрд долл. США) | ВВП на душу населения (ППС) (в долл. США) | Рост ВВП (реальный) | Уровень инфляции (в процентах) | Безработица (в процентах) | Государственный долг (в процентах от ВВП) |
| ---- | ---------------------------- | ----------------------------------------- | ------------------- | ------------------------------ | ------------------------- | ----------------------------------------- |
| 1980 | 1030                         | 8800                                      | ▲3,2 %              | ▲7,8 %                         | 2,0 %                     | 47,8 %                                    |
| 1981 | ▲1170                        | ▲9970                                     | ▲4,2 %              | ▲4,9 %                         | ▲2,2 %                    | ▲52,9 %                                   |
| 1982 | ▲1290                        | ▲10 860                                   | ▲3,3 %              | ▲2,7 %                         | ▲2,4 %                    | ▲57,8 %                                   |
| 1983 | ▲1380                        | ▲11 610                                   | ▲3,5 %              | ▲1,9 %                         | ▲2,7 %                    | ▲63,6 %                                   |
| 1984 | ▲1500                        | ▲12 480                                   | ▲4,5 %              | ▲2,3 %                         | ▬2,7 %                    | ▲65,6 %                                   |
| 1985 | ▲1630                        | ▲13 450                                   | ▲5,2 %              | ▲2,0 %                         | ▼2,6 %                    | ▲68,3 %                                   |
| 1986 | ▲1710                        | ▲14 100                                   | ▲3,3 %              | ▲0,6 %                         | ▲2,8 %                    | ▲74,0 %                                   |
| 1987 | ▲1840                        | ▲15 050                                   | ▲4,7 %              | ▲0,1 %                         | ▲2,9 %                    | ▲75,7 %                                   |
| 1988 | ▲2030                        | ▲16 550                                   | ▲6,8 %              | ▲0,7 %                         | ▼2,5 %                    | ▼71,8 %                                   |
| 1989 | ▲2210                        | ▲17 980                                   | ▲4,9 %              | ▲2,3 %                         | ▼2,3 %                    | ▼65,5 %                                   |
| 1990 | ▲2410                        | ▲19 490                                   | ▲4,9 %              | ▲3,1 %                         | ▼2,1 %                    | ▼63,0 %                                   |
| 1991 | ▲2570                        | ▲20 770                                   | ▲3,4 %              | ▲3,3 %                         | ▬2,1 %                    | ▼62,2 %                                   |
| 1992 | ▲2660                        | ▲21 360                                   | ▲0,8 %              | ▲1,7 %                         | ▲2,2 %                    | ▲66,6 %                                   |
| 1993 | ▲2710                        | ▲21 700                                   | ▼−0,5 %             | ▲1,3 %                         | ▲2,5 %                    | ▲72,7 %                                   |
| 1994 | ▲2790                        | ▲22 340                                   | ▲0,9 %              | ▲0,7 %                         | ▲2,9 %                    | ▲84,4 %                                   |
| 1995 | ▲2930                        | ▲23 350                                   | ▲2,6 %              | ▼−0,1 %                        | ▲3,2 %                    | ▲92,5 %                                   |
| 1996 | ▲3080                        | ▲24 470                                   | ▲3,1 %              | ▲0,1 %                         | ▲3,4 %                    | ▲98,1 %                                   |
| 1997 | ▲3160                        | ▲25 070                                   | ▲1,0 %              | ▲1,7 %                         | ▬3,4 %                    | ▲105,0 %                                  |
| 1998 | ▼3150                        | ▼24 960                                   | ▼−1,3 %             | ▲0,7 %                         | ▲4,1 %                    | ▲116,0 %                                  |
| 1999 | ▲3190                        | ▲25 190                                   | ▼−0,3 %             | ▼−0,3 %                        | ▲4,7 %                    | ▲130,0 %                                  |
| 2000 | ▲3350                        | ▲26 420                                   | ▲2,8 %              | ▼−0,7 %                        | ▬4,7 %                    | ▲135,6 %                                  |
| 2001 | ▲3440                        | ▲27 050                                   | ▲0,4 %              | ▼−0,7 %                        | ▲5,0 %                    | ▲145,1 %                                  |
| 2002 | ▲3490                        | ▲27 430                                   | ▲0,04 %             | ▼−0,9 %                        | ▲5,4 %                    | ▲154,1 %                                  |
| 2003 | ▲3620                        | ▲28 350                                   | ▲1,5 %              | ▼−0,3 %                        | ▲5,2 %                    | ▲160,0 %                                  |
| 2004 | ▲3800                        | ▲29 720                                   | ▲2,2 %              | ▲−0,01 %                       | ▼4,7 %                    | ▲169,5 %                                  |
| 2005 | ▲3990                        | ▲31 200                                   | ▲1,8 %              | ▼−0,3 %                        | ▼4,4 %                    | ▲174,6 %                                  |
| 2006 | ▲4170                        | ▲32 610                                   | ▲1,4 %              | ▲0,3 %                         | ▼4,1 %                    | ▼174,1 %                                  |
| 2007 | ▲4340                        | ▲33 980                                   | ▲1,5 %              | ▲0,05 %                        | ▼3,8 %                    | ▼173 %                                    |
| 2008 | ▲4370                        | ▲34 230                                   | ▼−1,2 %             | ▲1,4 %                         | ▲4,0 %                    | ▲180,9 %                                  |
| 2009 | ▼4150                        | ▼32 520                                   | ▼−5,7 %             | ▼−1,3 %                        | ▲5,1 %                    | ▲198,8 %                                  |
| 2010 | ▲4370                        | ▲34 250                                   | ▲4,1 %              | ▼−0,7 %                        | ▬5,1 %                    | ▲205,9 %                                  |
| 2011 | ▲4460                        | ▲34 900                                   | ▼0,02 %             | ▼−0,3 %                        | ▼4,6 %                    | ▲219,2 %                                  |
| 2012 | ▲4610                        | ▲36 120                                   | ▲1,4 %              | ▼−0,05 %                       | ▼4,3 %                    | ▲226,1 %                                  |
| 2013 | ▲4780                        | ▲37 530                                   | ▲2,0 %              | ▲0,3 %                         | ▼4,0 %                    | ▲229,5 %                                  |
| 2014 | ▲4880                        | ▲38 360                                   | ▲0,3 %              | ▲2,8 %                         | ▼3,6 %                    | ▲233,3 %                                  |
| 2015 | ▲5000                        | ▲39 370                                   | ▲1,6 %              | ▲0,8 %                         | ▼3,4 %                    | ▼228,3 %                                  |
| 2016 | ▼5080                        | ▼40 050                                   | ▲0,8 %              | ▼−0,1 %                        | ▼3,1 %                    | ▲232,4 %                                  |
| 2017 | ▲5260                        | ▲41 520                                   | ▲1,7 %              | ▲0,5 %                         | ▼2,8 %                    | ▼231,3 %                                  |
| 2018 | ▲5340                        | ▲42 250                                   | ▲0,6 %              | ▲1,0 %                         | ▼2,4 %                    | ▲232,4 %                                  |
| 2019 | ▲5400                        | ▲42 820                                   | ▼-0,4 %             | ▲0,5 %                         | ▬2,4 %                    | ▲236,4 %                                  |
| 2020 | ▼5360                        | ▼42 560                                   | ▼−4,2 %             | ▼−0,03 %                       | ▲2,8 %                    | ▲258,4 %                                  |
| 2021 | ▲5600                        | ▲44 660                                   | ▲2,7 %              | ▼−0,2 %                        | ▬2,8 %                    | ▼253,7 %                                  |
| 2022 | ▲6060                        | ▲48 450                                   | ▲0,9 %              | ▲2,5 %                         | ▼2,6 %                    | ▼248,3 %                                  |
| 2023 | ▲6370                        | ▲51 180                                   | ▲1,5 %              | ▲3,3 %                         | ▬2,6 %                    | ▼240 %                                    |
| 2024 | ▲6530                        | ▲52 710                                   | ▲0,1 %              | ▼2,7 %                         | ▬2,6 %                    | ▼236,7 %                                  |

| год          | 2012 | 2013 | 2014 | 2015 | 2016 | 2017 | 2018 | 2019 |
| ------------ | ---- | ---- | ---- | ---- | ---- | ---- | ---- | ---- |
| изменение, % | 1,5  | 2,0  | 0,4  | 1,4  | 1,0  | 1,7  | 1,1  | 0,9  |

Номинальный ВВП Японии (в млрд $)
Номинальный ВВП Японии (в млрд $)
ВВП номинальный на душу населения Японии (в $)
ВВП номинальный на душу населения Японии (в $)

## История

### XX век
В 1939-м, на начало Второй мировой войны, японская текстильная продукция доминировала на мировом рынке, а металлургия, машиностроение, в частности транспортное, химическая промышленность и другие имели высокий уровень развития.
Во время войны была уничтожена значительная часть японского экономического потенциала. Основы для последующего энергичного подъёма и структурных преобразований в хозяйстве были заложены в результате пересмотра правительственной политики в отношении науки и техники, организации подготовки высококвалифицированных рабочих кадров, а также благодаря использованию опыта промышленного строительства, накопленного до и во время войны. В послевоенные десятилетия, по крайней мере до 1973 г., темпы экономического роста были чрезвычайно высокими: в среднем около 10 % в год в 1955—1973 гг. До конца 1973 случались отдельные кратковременные спады до 4—6 %. В последующие годы, вследствие резкого скачка цен на импортируемую нефть, среднегодовые темпы роста производства снизились примерно до 4,3 %. В 1977—1987 гг. они составляли 4,2 %. До 1990 года обоснованно предполагалось превращение Японии в лидирующую экономику мира.
Кардинально изменилась структура национального дохода. Если в сельском хозяйстве, рыболовстве и лесном хозяйстве в 1955 было создано 23 % национального дохода, то в 1965 — 11 %, в 1995 только 2,1 %. В то же время, горнодобывающая, обрабатывающая промышленность и строительство, которые в 1955 давали 29 % национального дохода, в 1995 г. составляли около 40,7 %. Доля сферы услуг, включающая транспорт, торговлю, финансы и административную деятельность, составляла 48 % в 1955 и 58 % в 1995 году.
В 1996 году трудовые ресурсы оценивались в 67,11 млн человек, из которых 32,7 % были заняты в промышленности, 26,5 — в торговле и банковской деятельности, 24,6 — в сфере услуг и 5,5 % — в сельском хозяйстве и рыболовстве. Распространён пожизненный наём рабочих и служащих, по которому работают около 25 % занятых в обрабатывающей промышленности.
В 1980-х годах гигантские монополии (в том числе Mitsubishi, Mitsui, Sumitomo, Fuji, Sanwa и другие) контролируют почти все отрасли экономики; своеобразная черта японской экономики — сочетание крупных концернов с большим числом мелких предприятий.
В стране произошло сворачивание энергоёмких и материалоёмких производств в рамках структурной перестройки промышленности с целью снижения её зависимости от импорта сырья и топлива. В стране длительное время существовала «система пожизненного найма», когда работнику нельзя было переходить из одной фирмы в другую, если он решался это сделать, то его считали предателем и относились к нему пренебрежительно.

### XXI век
Несмотря на обвал, произошедший в экономике Японии, и на то, что производство (в основном потребительская электроника) было перемещено за рубеж (что повлияло на уменьшение спроса внутри страны в 90-х годах), постепенно японская экономика восстановилась и с 2003 года опять наблюдается рост.
10 октября 2008 года индекс Nikkei 225 упал до самого низкого значения с мая 2003 года, опустившись на 881,06 пункта (-9,62 %) и составив 8276,43 пункта. Банк Японии заявил о намерении направить 35,5 млрд долл. для поддержки финансового рынка, ранее ЦБ выделил около 40 млрд долл. В тот же день стала банкротом страховая компания Yamato Life Insurance Co. Ltd., сумма задолженности которой составила около 2,7 млрд $.
Мировой экономический кризис (2008—2013): во втором полугодии 2008 года экономика вошла в рецессию; например, объём продаж автомобилей в ноябре упал более чем на 27 % до минимального с 1969 года уровня.
24 опрошенных экономиста в феврале 2009 года полагали, что ВВП Японии в 4-м квартале 2008 года рухнул на 11,7 % из-за снижения внешнего спроса.
К концу марта 2022 года государственный долг Японии достиг 1,017 миллиона миллиардов иен. Общий государственный долг Японии, который включает в себя долги, взятые на себя местными органами власти, составляет 1,210 миллиона миллиардов иен (9,200 миллиарда долларов), что составляет около 250 % ВВП Японии.
После повышения в марте 2024 г. ставки Банком Японии с −0,1 до 0—0,1 % в мире не осталось экономик, где использовались бы номинальные отрицательные процентные ставки. Подобный нетрадиционный монетарный инструмент был популярен в 2010-е, но успешность его применения для стимулирования экономической активности и повышения инфляции до целевых уровней (Япония долгое время борется с низкой инфляцией, которая негативно сказывается на потребительской и деловой активности в стране; за счет отрицательных ставок финансовые власти  пытались стимулировать экономическую активность и заставить разогнаться инфляцию) вызывала дискуссии; это привело к рекордному обрушению японской валюты.

## Энергетика
Суммарные извлекаемые запасы энергоносителей Японии,  по данным U.S. Energy Information Administration (на декабрь 2015) составляют около 0,31 млрд тут (в угольном эквиваленте) или 0,025 % от общемировых (179 стран).
Если в 2010 финансовом году доля ядерной энергии в структуре потребления первичных энергоносителей составляла 11,2 %, то к 2017 г. (постфукусима) она снизилась до 1,4 %.
При этом, в сравнении с 1973 годом, значительно сократилась доля нефти с 75,5 % до 39 % в 2017 и резко возросла доля сжиженного природного газа (СПГ) — с 1,6 % до 23,4 %.
В 2018 г., в сравнении с 1980, увеличилось производство электроэнергии на угольных электростанциях — с 21,9 до 332,3 млрд кВт∙ч; электростанциях, сжигающих газ с 74,7 до 402,9 млрд кВт∙ч; на возобновляемых источниках энергии (без гидроэлектростанций) c 0,9 до 96,3 млрд кВт∙ч при сокращении выработки на электростанциях, сжигающих жидкое топливо, с 221,0 до 73,7 млрд кВт∙ч и на атомных электростанциях — с 82,0 до 64,9 млрд кВт∙ч.

### Электроэнергетика
Базовую основу электроэнергетики Японии, несмотря на продолжающиеся реформы и либерализацию, все ещё составляют 10 горизонтально-интегрированных энергетических компаний страны.
Создание в апреле 2015 года OCCTO (Organization for Cross-regional Coordination of Transmission Operators) — принципиальный и наиболее важный этап реформы электроэнергетики страны после землетрясения 11 марта 2011 года, связанный с обеспечением устойчивости и надежности национальной системы и оптимизации режимов.

### Гидроэнергетика
В 2023 году мощность гидроэнергетики составляла 50 033 МВт.

### Атомная энергетика
Строительство первого ядерного реактора установленной мощностью-брутто 13 МВт (JPDR — Japan Power Demonstration Reactor — тип BWR) в Tokaimura было начато 1 декабря 1960 года. С этой даты начинается ввод, а с 15 февраля 1963 года — промышленная эксплуатация атомных электростанций (АЭС) в стране.
На 1 января 2021 года в стране действовало 15 АЭС, где в эксплуатации находятся 33 реактора суммарной установленной мощностью-брутто 33 083 МВт (установленная мощность-нетто — 31 679 МВт), в том числе 17 реакторов типа BWR и 16 реакторов типа PWR.

### Возобновляемая энергия
В 2023 году мощность возобновляемой энергетики составляла 127 328 МВт.
Биогаз:
в 2023 году мощность биогаза составила 108 МВт.
Биоэнергетика:
в 2023 году мощность биоэнергетики составляла 6384 МВт.
Ветроэнергетика:
в 2023 году мощность ветроэнергетики составляла 5232 МВт.
Солнечная:
в 2023 году мощность солнечной энергетики составляла 87 068 МВт.
Геотермальная (см. Геотермальная энергетика в Японии):
в 2023 год мощность геотермальной энергетики составляла 428 МВт.

### Водородная
Имеется долгосрочная стратегия Японии по переходу страны на водород как «основной источник энергии» в энергетическом балансе страны. Переход начинался с инициатив бизнеса и во все большей степени поддерживается в различной форме правительством.
До конца текущего финансового года в Японии (31 марта 2022 года) группа японских компаний проведёт технико-экономическое обоснование транспортировки водорода из Австралии в Японию с использованием недавно построенного танкера для перевозки сжиженного водорода (первого в мире).

## Первичный сектор

### Добывающая промышленность
Горная промышленность Японии (см. Горная промышленность, Добывающая промышленность)
Полезные ископаемые
Основная статья: Добыча полезных ископаемых в Японии
Япония имеет значительные залежи минералов — она почти полностью обеспечивает себя ими, а также строительными материалами, в частности цементом.
В противоположность этому, Япония бедна металлами и энергетическими ресурсами. Страна преимущественно импортирует их из-за границы, что делает её уязвимой для внешних воздействий.
В Японии есть незначительные залежи золота наивысшего мирового качества, добываемого в шахте Хисикари города Иса префектуры Кагосима.
100 % всей железной руды, алюминия и меди, используемой в японской промышленности, импортируется из-за границы. По состоянию на 2004 год крупнейшими поставщиками
железной руды в Японию были Австралия (62 %), Бразилия (21 %) и Индия (8 %);
алюминия — Австралия (45 %), Индонезия (37 %), Индия (13 %);
меди — Чили (21 %), Индонезия (19 %), Австралия (10 %).

### Сельское хозяйство
| Землеустройство (2005) | Землеустройство (2005) | Землеустройство (2005) | Землеустройство (2005) | Землеустройство (2005) |
|                        |                        |                        |                        | %                      |
| ---------------------- | ---------------------- | ---------------------- | ---------------------- | ---------------------- |
| Леса                   |                        |                        | 66.4 %                 |                        |
| Пахотные земли         |                        |                        | 12.7 %                 |                        |
| Жильё                  |                        |                        | 4.8 %                  |                        |
| Другое                 |                        |                        | 16.1 %                 |                        |

| Сокращение пахотных земель           | Сокращение пахотных земель | Сокращение пахотных земель | Сокращение пахотных земель | Сокращение пахотных земель |
|                                      |                            |                            |                            | млн га                     |
| ------------------------------------ | -------------------------- | -------------------------- | -------------------------- | -------------------------- |
| 1970                                 |                            |                            | 23.8                       |                            |
| 1980                                 |                            |                            | 24.1                       |                            |
| 1990                                 |                            |                            | 24.0                       |                            |
| 2000                                 |                            |                            | 21.9                       |                            |
| 2005                                 |                            |                            | 21.4                       |                            |
| ( заливные поля / суходольные поля). |                            |                            |                            |                            |

Из-за гористого ландшафта Японии (73 % территории занимают горы), леса покрывают 68,55 % территории Японии. По состоянию на 2017 год на сельскохозяйственный сектор Японии приходится около 1,1 % от общего ВВП страны. Только 12 % территории Японии пригодно для сельского хозяйства. Более половины этих угодий — заливные поля, используемые для рисоводства. По состоянию на 2021 год в среднем одно фермерское хозяйство владеет 3,2 га пашни. Для Хоккайдо этот показатель составляет 30,8 га, а для остальных 46 префектур — 2,2 га. Японии присуще интенсивное сельское хозяйство, поскольку сельскохозяйственные угодья преимущественно малые. Они обрабатываются многими фермерами, как правило, без применения большой сельскохозяйственной техники, с использованием природных или химических удобрений. Поскольку в стране не хватает равнинной земли, много угодий расположено на террасах на склонах гор, что также затрудняет использование техники. По состоянию на 2020 год средний возраст лиц, занятых главным образом в сельском хозяйстве, составляет 67,8 года.
С конца XX века для Японии характерно быстрое сокращение пахотных площадей, особенно заливных полей. Причинами сокращения называют переход японцев от традиционного к западному образу жизни — уменьшение потребления риса и увеличение потребления пшеничных изделий, мяса, молочных продуктов и т. д. Другой причиной сокращения пахотных земель является урбанизация, а также развитие предприятий вторичного и третичного секторов экономики. Бывшие сельскохозяйственные угодья отводятся под строительство жилых помещений, заводов, офисов или дорог.

Важной тенденцией является постоянное сокращение численности лиц, занятых главным образом в сельском хозяйстве: в 1985 году их было 3460 тысяч, в 2005 году их было 2240 тысяч, а в 2023 году только 1164 тысячи. При этом доля лиц старше 65 лет среди занятых главным образом в сельском хозяйстве, резко увеличилась: с 19,5 % в 1985 году до 57,4 % в 2005 году и до 70,7 % в 2023 году.
| 1992       |  |  |      |  |
| ---------- |  |  | ---- |  |
| менее 1 га |  |  | 61 % |  |
| 1—3 га     |  |  | 35 % |  |
| 3—5 га     |  |  | 4 %  |  |
| более 5 га |  |  | 1 %  |  |

| 1992       |  |  |      |  |
| ---------- |  |  | ---- |  |
| менее 1 га |  |  | 24 % |  |
| 1—3 га     |  |  | 40 % |  |
| 3—5 га     |  |  | 12 % |  |
| более 5 га |  |  | 25 % |  |

| 2006       |  |  |      |  |
| ---------- |  |  | ---- |  |
| менее 1 га |  |  | 57 % |  |
| 1—3 га     |  |  | 35 % |  |
| 3—5 га     |  |  | 5 %  |  |
| более 5 га |  |  | 3 %  |  |

| 2006       |  |  |      |  |
| ---------- |  |  | ---- |  |
| менее 1 га |  |  | 20 % |  |
| 1—3 га     |  |  | 27 % |  |
| 3—5 га     |  |  | 12 % |  |
| более 5 га |  |  | 41 % |  |

По действующему японскому законодательству от 1990 года всё население страны, занятое в сельском хозяйстве, называется фермерами. Они делятся на две категории: те, кто выращивают продукцию для собственных нужд, и те, кто выращивает продукцию на продажу. Первые называются простыми фермерами (яп. 自給的農家), а вторые — фермерами-торговцами (яп. 販売農家). Последние, по закону, должны иметь пахотные земли площадью более 30 аров, ежегодный доход с которых превышает 500 тысяч иен.
Фермеры-торговцы также делятся на три типа: профессионалов (яп. 準主業農家), полупрофессионалов и любителей (яп. 副業的農家). К первому и второму типу относятся лица младше 65 лет, которые занимаются сельскохозяйственными работами более 60 дней в году. Годовой доход профессионалов в основном формируется за счёт сбыта сельскохозяйственной продукции. Полупрофессионалы зарабатывают на сельском хозяйстве лишь частично. Любителями являются лица старше 65 лет; для них выращивание продукции является источником дополнительного заработка или хобби. По состоянию на конец XX — начало XXI века, более половины японских фермеров относятся к третьему типу и являются, преимущественно, лицами пожилого возраста.

В 1990-е годы было обновлено аграрное законодательство. В конце 1995 г. Закон о спросе и предложении основных видов продовольствия и стабилизации цен заменил Закон о контроле над продовольствием 1942 года. В 1999 году Основной закон о продовольствии, сельском хозяйстве и деревне заменил закон 1961 года. Закон 1999 года обязал правительство регулярно принимать базисные планы развития производства продовольствия, сельского хозяйства и сельских районов. Первый такой план был принят в 2000 году.
|      |  |  | млн  |  |
| ---- |  |  | ---- |  |
| 1998 |  |  | 2,52 |  |
| 2000 |  |  | 2,34 |  |
| 2002 |  |  | 2,25 |  |
| 2004 |  |  | 2,16 |  |
| 2005 |  |  | 1,96 |  |
| 2020 |  |  | 1,03 |  |

|      |  |  | млн  |  |
| ---- |  |  | ---- |  |
| 1992 |  |  | 4,52 |  |
| 2000 |  |  | 3,89 |  |
| 2002 |  |  | 3,75 |  |
| 2004 |  |  | 3,62 |  |
| 2005 |  |  | 3,35 |  |
| 2015 |  |  | 1,76 |  |
| 2020 |  |  | 1,36 |  |
| 2023 |  |  | 1,16 |  |

#### Рисоводство
| Площадь посева культур (2005) | Площадь посева культур (2005) | Площадь посева культур (2005) | Площадь посева культур (2005) | Площадь посева культур (2005) |
|                               |                               |                               |                               | %                             |
| ----------------------------- | ----------------------------- | ----------------------------- | ----------------------------- | ----------------------------- |
| Рис                           |                               |                               | 40.0 %                        |                               |
| Кормовые                      |                               |                               | 24 %                          |                               |
| Овощные                       |                               |                               | 13 %                          |                               |
| Ячменные                      |                               |                               | 6 %                           |                               |
| Фруктовые                     |                               |                               | 6 %                           |                               |
| Бобовые                       |                               |                               | 5 %                           |                               |
| Технические                   |                               |                               | 4 %                           |                               |
| Другие                        |                               |                               | 4 %                           |                               |
| площадь 4,38 млн га           |                               |                               |                               |                               |

Основной отраслью сельского хозяйства Японии является рисоводство. Около половины всей пашни страны, предназначенной для выращивания растений, отведена под рис.
В 1960-х годах, во время японского экономического чуда, население Японии и его прибыли выросли, что вызвало рост спроса на рис. В это время японское рисоводство достигло своего апогея. Однако из-за чрезмерных излишков выращенной продукции фермеры были вынуждены в 1970 году приступить к свёртыванию посевных площадей. На заливных рисовых полях была введена система севооборота. Одновременно была усовершенствована техника выращивания риса, которая позволяла получать высокие урожаи с небольших полей. Однако активное сокращение угодий, которое совпало с сокращением численности населения, занятого в сельском хозяйстве, повлекло дефицит риса, который возник после 1997 года. В начале XXI века доходы от выращивания риса составляли 23 % от валовой продукции сельского хозяйства Японии.

#### Рыболовство
Рыболовство и переработка морепродуктов является традиционной отраслью хозяйства японцев со времён неолита. В среднем житель Японии потребляет 168 кг рыбы ежегодно, что является наивысшим показателем среди стран мира. Прибрежные воды Японского архипелага богаты рыбой, съедобными водорослями и другими морскими ресурсами. Долгое время самым прибыльным местом для рыболовства было море Санрику на северо-востоке острова Хонсю, где холодное Курильское течение встречается с тёплым течением Куросио. Однако из-за аварии на соседней Фукусимской АЭС в 2011 году вылов рыбы и морепродуктов в этом ареале был временно остановлен. Другим местом, богатым рыбой, является северная и южная части Западного Тихого океана. С целью увеличения продуктивности промысловых вод, у побережья возведены миллионы кубометров искусственных рифов.
Основу вылова составляют рыбы семейства скумбриевых (14 %), тунцы (8 %), анчоусы (8 %), приморские гребешки (7 %), сайры (5 %), рыбы семейства лососёвых (5 %), кальмары (5 %), минтай (4 %) и ставрида (4 %). Среди других видов ловят крабов, камбал, пагр и т. д. Вылов осуществляется в прибрежных и удалённых водах. По международному законодательству японские рыбаки имеют право заниматься рыболовством только в японских территориальных водах и японской исключительной экономической зоне радиусом 370 км в Тихом океане.
Япония является мировым лидером по импорту рыбы и морепродуктов. Она ввозит 20 % всей рыбы мира, экспортируемой другими странами. Объёмы японского импорта рыбы и морепродуктов начали расти после установления международных ограничений относительно территориальных вод и исключительных экономических зон. Эти ограничения сделали невозможным лов рыбы японскими рыбаками в далёких водах Тихого океана. После 1995 года Япония больше ввозит продукты рыболовства из-за границы, чем добывает или выращивает сама. Больше всего денег японцы тратят на ввоз креветок, а больше всего покупают иностранных тунцов. Главными международными поставщиками рыбы и морепродуктов в Японию являются мировые лидеры в области рыболовства — КНР, Перу, Чили, США, Индонезия.

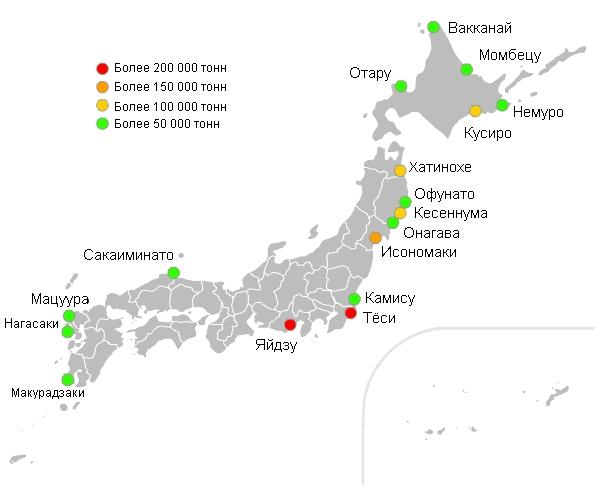
Основные рыболовецкие порты Японии

## Вторичный сектор
Согласно государственной программе развития национальной системы научно-исследовательских и опытно-конструкторских работ (НИОКР) был осуществлён переход[когда?]

 от импорта технических достижений к разработке собственной системы НИОКР. Осуществлены кардинальные меры по совершенствованию подготовки кадров и дальнейшего развития международного научного сотрудничества. Были созданы крупные научные центры, занимающиеся разработками в области физики твёрдого тела, атомной энергетики, физики плазмы, новейших конструкционных материалов, космических роботов и др.
К лидерам мировой экономики относятся такие японские компании, как Toyota, Panasonic, Sony, Honda, Toshiba, Fujitsu и др.
В автомобильной, электронной и электротехнической отраслях велика роль среднего и малого бизнеса.
Промышленные районы
Три больших района:
1. Токийско-Иокогамский промышленный район (Кэй-хин; префектуры Токио, Канагава, регион Канто, Восточная Япония)
2. Нагойский промышленный район (Тюкё)
3. Осакско-Кобский промышленный район (Хан-син)

Другие районы:
1. Северное Кюсю (Кита-Кюсю)
2. Внутренне-японский морской промышленный район (Сэто-Найкай)
3. Восточный морской промышленный район (Токай)
4. Промышленный район северных земель (Хокурику)
5. Канто
6. Токийско-Тибский промышленный район (Кэй-ё; префектура Тиба, регион Канто, Восточная Япония)
7. Касимский промышленный район (Касима; префектура Ибараки, регион Канто, Восточная Япония)

### Автомобилестроение
Автомобилестроение — одна из основных отраслей промышленности, которая обеспечила стремительное развитие японской экономики во второй половине XX века. Автомобильная продукция является одной из главных статей японского экспорта.
Ведущими японскими автомобильными компаниями, работающими на международных рынках, являются «Мазда» (Хиросима), «Хонда» (Токио), «Тойота», «Ниссан» (Йокогама), «Судзуки» (Хамамацу), «Мицубиси» (Хамамацу) и другие.
Крупнейшие заводы находятся в городах Хиросима, Сидзука, Тоёта, Хамамацу, Йокосука, Иокогама, Ота.
Японское автомобилестроение получило развитие в 1960-х годах в эпоху японского экономического чуда.
Начиная с 1970-х годов предприниматели начали экспорт собственной автомобильной продукции в США. Это привело к торговому конфликту между обеими странами в 1974 году. Для его решения японское правительство установило ограничения на вывоз японских автомобилей за границу, а японские предприниматели частично перенесли своё производство на территорию США. Решение конфликта успешно способствовало развитию японского автомобилестроения.
Наивысшего пика производство достигло в 1989 году, когда в стране было произведено около 13 млн автомобилей, из которых 6 млн были экспортированы за рубеж. В начале 1990-х наблюдался спад производства автомобилей, до уровня 1979 года. Он сменился периодом стагнации, который закончился в 2002 году восстановлением роста.
В начале XXI века в этой отрасли занято около 8 млн человек. Особенностью этого периода стала массовая организация сборочных филиалов японских компаний в Азии.

### Судостроение

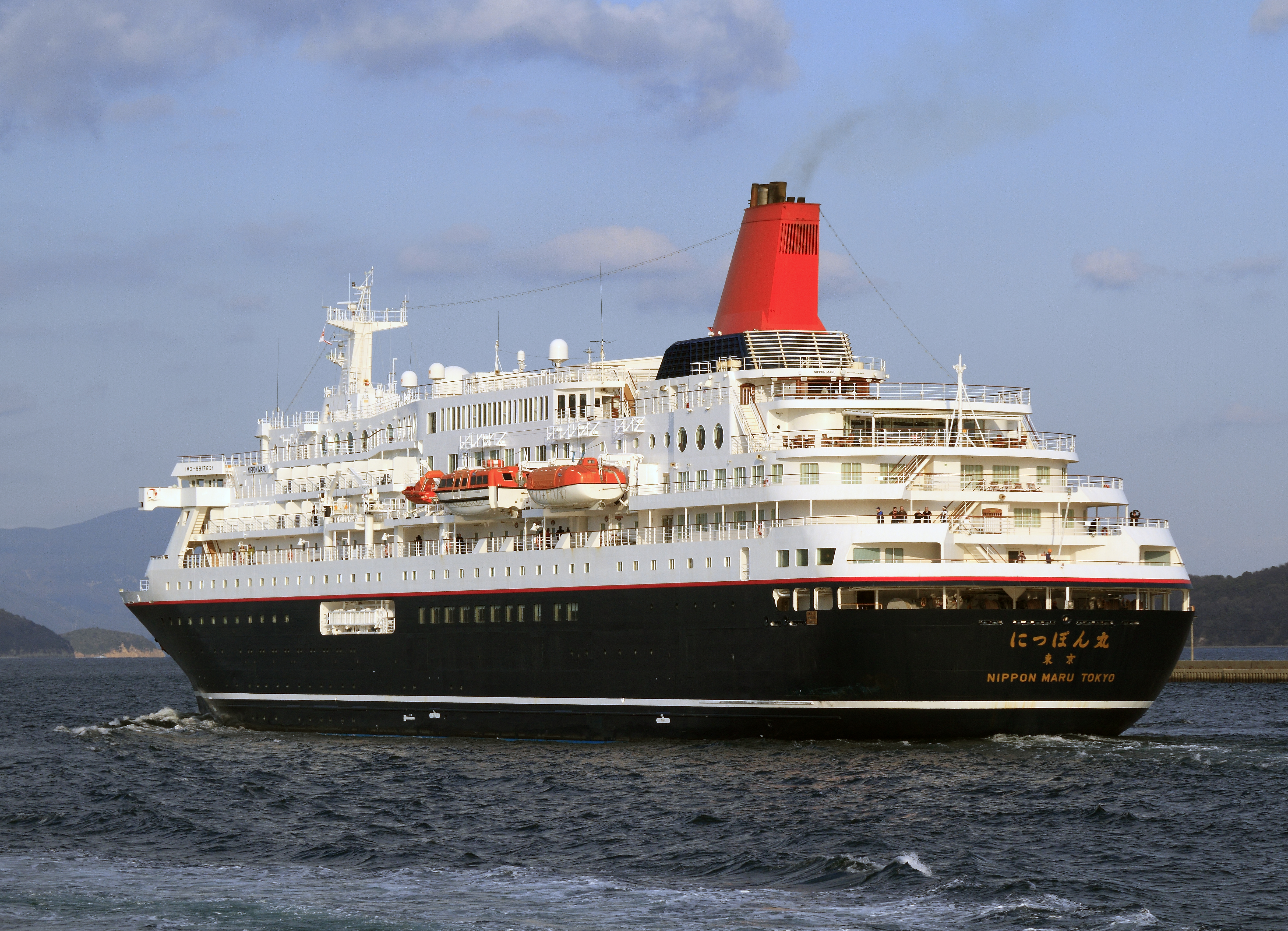
Японский корабль «Ниппон-мару»

Судостроение является традиционной отраслью производства для Японии на протяжении многих веков. Основными судостроительными районами являются побережье Внутреннего Японского моря, северные берега острова Кюсю и Тихоокеанское побережье. Крупнейшие заводы расположены в городах Сасебо, Нагасаки, Куре, Ономити, Сакаиде, Кобе, Йокосука, Йокогама, Хакодате. Ведущими японскими судостроительными компаниями являются «Сасэбо» (Сасебо), «Мицубиси» (Нагасаки), «Кавасаки» (Кобе), «Юниверсал» (Кавасаки) и другие.
После Второй мировой войны, благодаря совершенствованию техники судостроения, Япония была мировым лидером в этой области. В первой половине 1970-х годов она выпускала корабли суммарной грузоподъёмностью свыше 16 млн тонн. Однако после нефтяного шока в 1974—1975 гг. спрос на крупные танкеры для перевозки нефти резко сократился, что привело к резкому падению японского производства.
В 1980-х годах японские судостроители оправились после кризиса, но были вынуждены вступить в борьбу с конкурентами из Южной Кореи и коммунистического Китая. В начале XXI века Япония и Корея продолжают вести борьбу за лидерство на международном рынке судостроения.

### Электроника/Электротехника
Предприятия:
Sony,
Sharp,
JVCKenwood,
Hitachi,
Mitsubishi, Panasonic,
NEC,
Toshiba,
Yamaha;
Casio,Seiko и Citizen;
Nintendo,Sega (игровые приставки).
Nikon, Canon, Konica Minolta, Fujitsu (фототехника и т. п.).
Робототехника
1980 — начало коммерческого производства роботов, производимых на основе высоких технологий.
В 2004 на долю Японии приходилось около 45 % функционирующих в мире промышленных роботов (в абсолютных цифрах: к концу 2004 года в Японии было задействовано 356,5 тыс. промышленных роботов, на втором месте со значительным отрывом шли Соединённые Штаты Америки — 122 тыс. промышленных роботов).
Япония занимает первое место в мире по экспорту промышленных роботов, ежегодно производя более 60 тысяч, почти половина из которых идет на экспорт.

### Военная промышленность
Несмотря на поражение во Второй мировой и пацифистскую конституцию, в современной Японии есть относительно развитая военная промышленность.
Япония производит практически весь спектр ручного огнестрельного оружия (автоматы Howa Type 64 и Howa Type 89, пулемёты, снайперские винтовки, револьвер Miroku Liberty Chief).
Всё это оружие состоит на вооружении сил самообороны Японии, полиции и спецназа. В силу конституционных ограничений, ни одно из произведённых в Японии типов огнестрельного оружия не поставляется на экспорт.
В разные промежутки времени, японская военная промышленность также производила по лицензии иностранные виды оружия.
Для ВМС Японии строятся свои военные суда, производятся танки (Тип 10), создан свой истребитель пятого поколения (Mitsubishi X-2 Shinshin).

## Третичный сектор

### Торговля
Японская торговля относится к типу торговли добавленной стоимости. Она заключается в импорте Японией сырья и экспорте промышленных товаров. Во времена существования Японской империи страна преимущественно ввозила сырьё для текстильной промышленности, а вывозила текстильные товары. Торговля была ориентирована на предметы лёгкой промышленности. После Второй мировой войны главной статьёй японского импорта стало топливо, а экспорта — продукция машиностроения, автомобили, высокоточное оборудование и полупроводники. Торговля была переориентирована на товары тяжёлой и химической промышленности. Начиная с 1980 года страна имеет перманентное положительное сальдо торгового баланса — объёмы продаж превышают объёмы закупок. Из-за этого между Японией и США неоднократно вспыхивают торговые конфликты. В 1990-х годах японские производственные предприятия перенесли значительную часть своих заводов в азиатские страны. Продукция этих предприятий также импортируется в Японию.
В начале XXI века главными товарами японского импорта были нефть, сжиженный природный газ, текстильные товары, простые микросхемы, компьютеры, рыба и морепродукты. Главными товарами экспорта были автомобили, сложные микросхемы, сталь, товары химической и машиностроительной промышленности. По состоянию на 2010 год внешнеторговый оборот составил около 1,402 трлн долларов США.
За 2008—2009 годы профицит торгового баланса вырос в 6 раз: в сентябре 2008 года он составлял 90 млрд иен (1 млрд $) в сентябре 2009 года — 529,6 млрд иен (5,7 млрд $). По сравнению с сентябрём 2008 года, в 2009 году профицит в торговле с Россией сменился дефицитом и составил 52,65 млрд иен (580 млн $).

В июне 2014 года дефицит торгового баланса Японии наблюдается 23-й месяц подряд, что является самым длительным периодом с 1979 г. Впервые Япония отметила дефицит внешней торговли после аварии на АЭС «Фукусима-1» в марте 2011 г., что способствовало стремительному наращиванию импорта нефти и газа.
Основными торговыми партнёрами Японии являются США, Китайская Народная Республика, Республика Корея, Китайская Республика, Австралия, Таиланд.

#### Экспорт
По состоянию на 2022 год сумма товаров на экспорт составила 922,813 млрд долларов США. Главными партнёрами Японии в 2022 году были :
- США 19,0 %[11]
- Китай 19,0 %[11]
- Республика Корея 7,0 %[11]
- Китайская Республика 7,0 %[11]
- Таиланд 4,0 %[11]

#### Импорт
По состоянию на 2022 год сумма товаров на импорт составила 1,081 трлн долларов США. Главными партнёрами Японии в 2022 году были:
- Китай 22,0 %[11]
- Австралия 10,0 %[11]
- США 10,0 %[11]
- ОАЭ 5,0 %[11]
- Саудовская Аравия 4,0 %[11]

#### Основные торговые порты
- Иокогама[англ.]
- Кобе
- Нагоя
- Осака
- Токио[англ.]

### Японские банки

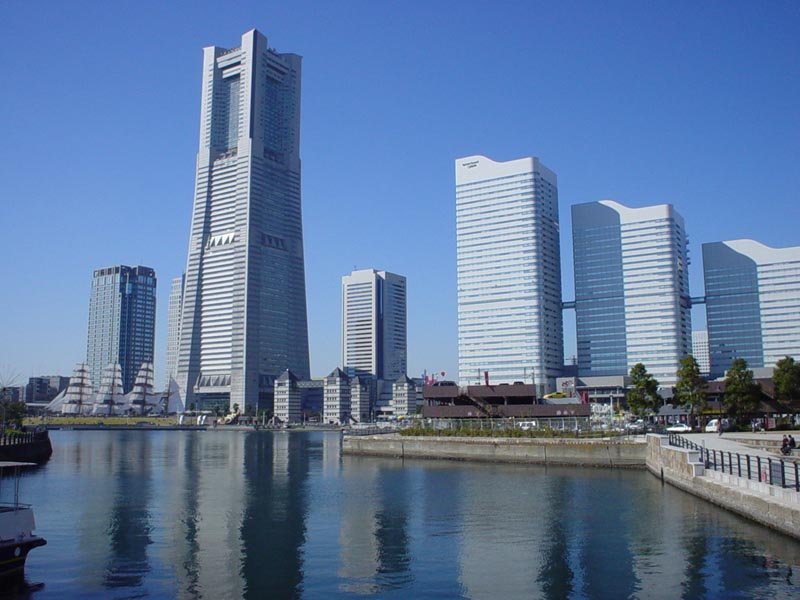
Иокогама, район Минато Мираи, 21

Кэйрэцу группируются вокруг банка (исключение — Toyota), который обеспечивает финансирование всех других компаний группы, то есть по сути обеспечивает самофинансирование.
В своё время я был в длительной командировке в Японии, где изучал их структуру банков долгосрочного развития. Это совсем другой, нежели наши коммерческие, банк — банк целевого кредитования…

Предположим, у этого банка просят деньги под строительство металлургического завода. Ради Бога! Он даёт под 1,5-2 %. Вернее, не даёт деньги как таковые, а берёт счета подрядчика,… оплачивает. Причём делает это поэтапно: за вырытый фундамент, за возведённые металлоконструкции и так далее. При таком финансовом подходе у заёмщика нет живых денег, соответственно „распилить“ их невозможно».
— Николай Петраков: «В Сколково нет условий для российских Гейтсов» // Интервью Льву Сирину в «Фонтанка.ру», 29.11.2010

## Доходы населения
На 2017 год минимальный размер оплаты труда в Японии составляет от 714 иен до 932 иен в час, установленных на префектурной и отраслевой основе, что составляет от 6,53 до 8,53 доллара США в час. По состоянию на 2021 год минимальный размер оплаты труда в Японии (брутто) составляет от 820 ¥ (7,48 $) до 1041 ¥ (9,50 $) в час, установленных на префектурной и отраслевой основе. На 2022 год средний размер оплаты труда в Японии составляет 452 247 ¥ (3106 $, брутто) и 352 541 ¥ (2421 $, нетто) в месяц.

### Обеспеченное население
Основная статья: Список самых богатых японцев
По данным журнала Forbes на 2024 год Япония занимала 16-е место в мире по количеству миллиардеров (41, после США — 813, КНР — 406, Индии — 200, Германии — 132, России — 120, Италии — 73, Бразилии — 69, Гонконга — 67, Канады — 67, Великобритании — 55, Франции — 53, Китайской Республики — 51, Австралии — 48, Швеции — 43 и Швейцарии — 41). Самым богатым японцем был Тадаши Янаи, основатель и владелец компании Fast Retailing, японской многонациональной розничной холдинговой компания, глобального ритейлера одежды, крупнейшего в мире по рыночной капитализации, а по продажам третьего после испанской Inditex и шведской H&M (с капиталом 45 млрд долларов Тадаши Янаи занимал 29-е место в мире). Самой богатой женщиной Японии была Ёсико Мори, вдова японского магната в сфере недвижимости Минору Мори, умершего в 2012 году. Она унаследовала долю в его фирме по недвижимости Mori Building Company. Является 15-м самым богатым человеком Японии и 1381-м самым богатым человеком мира с состоянием 2,4 млрд долларов.

## Безработица
Япония имеет низкий показатель безработицы. На протяжении 1970—1980-х годов его уровень колебался в пределах 2—2,8 %. В 1990-х годах показатель чуть превысил 3 %. К 2017 году он составлял 2,8 %, к 2019 году упал до 2,4 % а к 2022 году он вырос до 2,8 %. По состоянию на 2019 год уровень безработицы в Японии был самым низким среди стран большой семёрки. Уровень занятости трудоспособного населения (15-64 лет) был самым высоким среди стран большой семёрки.

## Проблемы

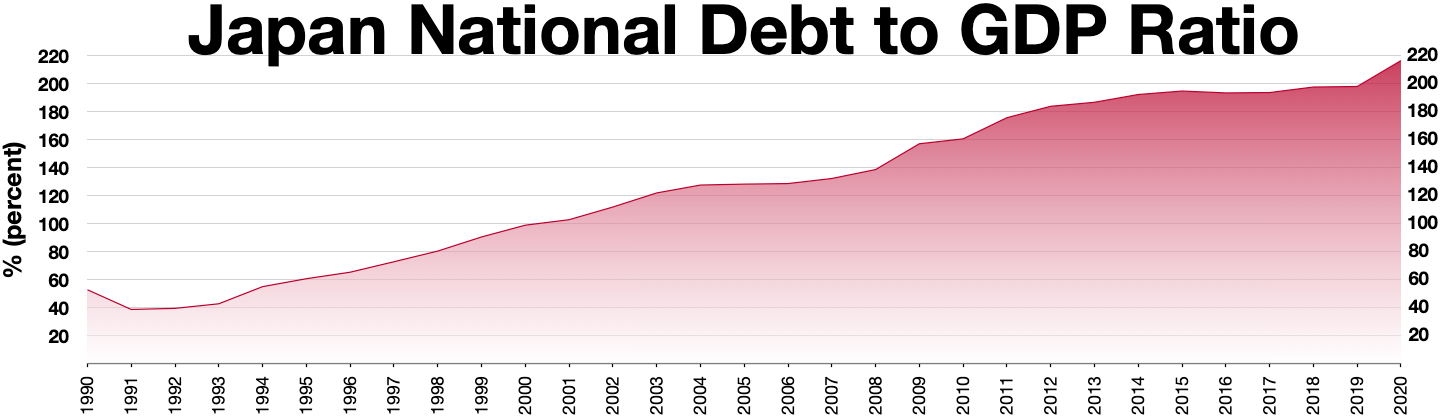
Соотношение государственного долга Японии к ВВП страны

- Японский финансовый пузырь (с 1986 по 1991 гг.)
- Потерянное десятилетие переросшее в потерянное двадцатилетие[яп.], а позже в потерянное тридцатилетие[яп.] — период долговременного экономического «застоя» в экономике Японии, начавшийся после коллапса японского финансового пузыря в начале 90-х.
- Дефляция (см. Дефляция в Японии[яп.])

### Чрезмерные частные сбережения
По состоянию на 2022 год своеобразной характеристикой японской экономики является сохраняющаяся низкая инфляция, несмотря на текущий глобальный инфляционный период. Хотя общая инфляция в Японии выросла до 3 % в сентябре 2022 года, она незначительна по сравнению с 8 % в США и 10 % в Великобритании. Особенностью экономики Японии является то, что с начала 90-х годов в стране наблюдалась гораздо более низкая инфляция, чем в остальных развитых странах мира. Две макроэкономические особенности преследуют экономику Японии — очень низкое влияние обесценения обменного курса иены на инфляцию и слабый рост заработной платы. Первая особенность заключается в том, что более слабая иена оказывает гораздо меньшее влияние на инфляцию и экономику, чем предсказывает макроэкономический анализ. Банк Японии сохранил учётную ставку на отрицательном уровне, в то время как центральные банки других развитых стран повысили процентные ставки для борьбы с инфляцией, в результате чего иена упала на 30 % по отношению к доллару США. В сентябре 2022 года иена упала до 24-летнего минимума, что вынудило правительство впервые с 1998 года вмешаться, чтобы поддержать валюту. Обесценивание иены должно вызвать инфляцию за счёт повышения цен на импорт. Тем не менее, слабость иены при отсутствии высокой инфляции демонстрирует слабое влияние на инфляцию обесценивание иены к доллару США. В сентябре 2022 года индекс цен на импорт в иенах вырос на 48 %, но потребительские цены выросли лишь незначительно. Точно так же во время других периодов обесценивания иены, например, когда действовала абэномика, внутренняя инфляция не росла. Низкий рост заработной платы — ещё одна особенность японской экономики. Несмотря на уровень безработицы в 2,6 % в сентябре 2022 года, заработная плата не поспевает за инфляцией. Повышение цен на товары вызвало рост заработной платы в других странах мира. В Соединённых Штатах, когда фирмы поднимали цены, чтобы отразить более высокие затраты на производство, рабочие требовали и получали повышения заработной платы, из-за их сильной позиции на переговорах в условиях нынешнего жесткого рынка труда, что вынуждало фирмы ещё больше повышать цены. Несмотря на почти полную занятость, динамика заработной платы в Японии не следует этой модели.
Эти особенности японской экономики, могут быть по разному объяснены. Во-первых, совокупный спрос был недостаточным. Восстановление Японии от COVID-19 было медленным: ВВП восстановился только после второго квартала 2022 года. Этот уровень остается значительно ниже пика до COVID-19, который был до повышения налога на потребление в 2019 году. Во-вторых, несмотря на то, что баланс частного сектора значительно улучшился после финансового кризиса 1990-х годов, частные сбережения остаются значительными. Домохозяйства, как правило, бережливы в отношении денег и копят свои сбережения. Корпоративные сбережения выросли, в то время как доля рабочей силы сократилась, при этом крупные фирмы столкнулись с наибольшим снижением доли рабочей силы. Ни один другой сектор не стал чистым заёмщиком после кризиса, кроме правительства. После того, как «мыльный пузырь» экономики лопнул, вызвав финансовый кризис в 1990-х годах, Япония вступила в период низкого роста, известного как «потерянное тридцатилетие», когда ВВП так и не достиг своего потенциала. Если принять во внимание демографическое старение Японии при строгой иммиграционной политике и как следствие сокращающемся населением страны, экономические показатели Японии в течение «потерянного тридцатилетия» не так плохи, как кажутся на первый взгляд. С 2000-х годов рост ВВП на душу населения в Японии ненамного отставал от других развитых стран. Уровень безработицы чрезвычайно низок. Наиболее сложная проблема в частном секторе, где и домохозяйства, и предприятия имеют чрезмерные сбережения, что приводит к отсутствию заёмщиков. Вместо этого дефицит бюджета поддержал экономику страны. Частные сбережения в Японии являются чрезмерными, из-за отсутствия инвестиционных возможностей и демографических изменений, которые способствовали «потерянному тридцатилетию» Японии. Низкие процентные ставки являются результатом обилия кредиторов и нехватки заёмщиков, поскольку все больше людей предпочитают откладывать на будущее, а не тратить сейчас. Увеличение ожидаемой продолжительности жизни населения Японии привело к увеличению личных пенсионных сбережений, в то время как относительное снижение текущего спроса на более позднее потребление привело к падению цен, что привело к избытку сбережений на будущее и снижению процентных ставок. Многие люди в Японии надеются на автоматизацию повышающую производительность труда, но это не панацея. Японии требуется реализовать структурные реформы, которые поощряют инновации и увеличивают производительность труда. Япония должна пересмотреть свою экономическую политику, чтобы решить проблему избыточных частных сбережений и рассмотреть альтернативные способы управления своими сбережениями, когда частный сектор не может самостоятельно удовлетворить спрос. Учитывая высокий уровень государственного долга, Японии также следует искать наиболее многообещающие инвестиционные возможности, отдавая приоритет альтернативам дефициту бюджета, чтобы поддерживать спрос. Низкая инфляция в период обесценивания иены показывает, что управление экономикой в условиях огромных частных сбережений по-прежнему остаётся главной проблемой Японии.

### Задолженность
По соотношению объёма государственного долга к ВВП страны Япония многие годы занимает первое место в мире.
- Внешний долг: 4254 млрд $ (7-е место, 2019)[11]
- Самый высокий в мире государственный долг: 260,084 % от ВВП страны (2022)[12]

### Демографическое старение Японии
Япония находится три десятилетия в экономическом застое и постоянной дефляции, не маловажным фактором приведшем экономику Японии к данной ситуации, является демография. Уменьшение населения вызванное демографическим кризисом и старением Японии. Японская нация является самой престарелой и одной самых быстро стареющих в мире. По состоянию на 1 сентября 2021 года 29,1 % населения Японии было старше 65 лет. Причиной может быть относительно непродолжительный по времени послевоенный беби-бум в Японии и строгая иммиграционная политика. Потребление уменьшается из-за уменьшения населения, вызванного на фоне старения населения превышением смертности над рождаемостью и строгой иммиграционной политикой. Накопленные свободные (не вложенные в экономику) денежные активы у населения увеличиваются, но из-за дефляции цены на товары и услуги с каждым годом падают, что ещё больше снижает спрос и оттягивает момент покупки товаров населением.